# Pernell Roberts

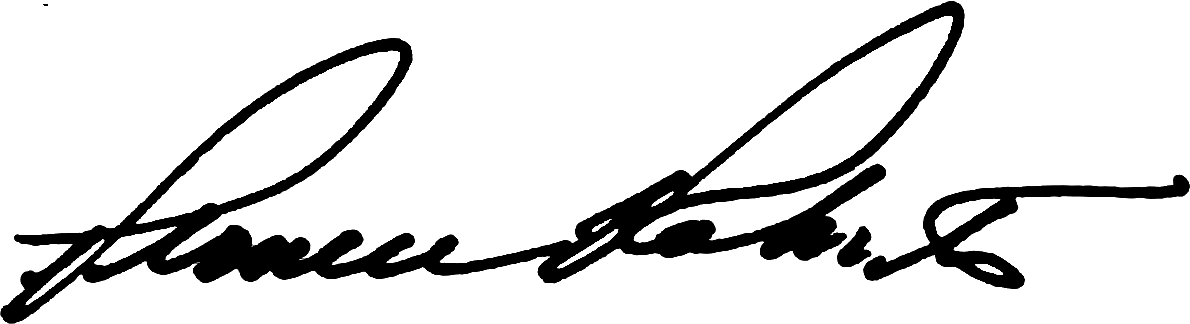
Autogramm Pernell Roberts

Pernell Elvin Roberts (* 18. Mai 1928 in Waycross, Pierce County/Ware County, Georgia; † 24. Januar 2010 in Malibu, Kalifornien) war ein US-amerikanischer Schauspieler.

## Leben
Roberts begann seine Schauspielkarriere Ende der 1940er Jahre. Er arbeitete als Bühnenschauspieler, ehe er 1957 einen Filmvertrag bei Columbia Pictures unterschrieb. Es folgten erste Nebenrollen in Filmen und Fernsehserien.
Bekannt wurde Roberts vor allem durch die Rolle des Adam Cartwright in der Fernsehserie Bonanza, an der er von 1959 bis 1965 mitwirkte. Er verließ die Reihe kurz vor Ende der sechsten Staffel. Die letzte Folge mit Hauptrollencharakter absolvierte er in Folge 195 („Unvergessene Lieder“; Originaltitel: „Dead And Gone“). In den Folgen 196 („Angenehme Ruhe“, Originaltitel „A good Night’s Rest“) und 197 („Der reichste Mann der Welt“, Originaltitel „To Own the World“) ist er jeweils noch in kürzeren Szenen zu sehen. Nachdem er seine Vertragslaufzeit von sechs Jahren erfüllt hatte, stieg er aus der Serie aus, weil er immer unzufriedener mit den seiner Ansicht nach stereotypen, wenig gesellschaftsrelevanten Drehbüchern der Serie war. Seine Figur als ältester Sohn, der als erwachsener Mann in Befehlsgehorsam stets seinem Vater folgt, empfand er als eindimensional. Die Drehbuchdramaturgie ließ eine Rückkehr des von ihm dargestellten Charakters offen, doch Pernell Roberts machte von dieser Möglichkeit keinen Gebrauch.
Er blieb der Schauspielerei treu, konnte aber mit den sich anschließenden Engagements keine größere Aufmerksamkeit mehr wecken. Er hatte Gastauftritte in mehreren Serien, bekam allerdings keine Hauptrolle mehr angeboten. Dies änderte sich erst, als er in den 1980er Jahren die Titelrolle des Chefarztes Dr. John McIntyre in der Fernsehserie Trapper John, M.D. übernahm. Für diese Rolle war er 1981 für einen Emmy Award nominiert. Zuletzt stand Roberts 1997 für die Episode „Superdetektiv Mannix“ aus Diagnose: Mord vor der Kamera. Die Episode war ein Spin-off der 1973 gedrehten Mannix-Folge Little Girl Lost.
Roberts war viermal verheiratet und hatte einen Sohn aus erster Ehe, der 1989 bei einem Motorradunfall ums Leben kam. Seine erste Ehefrau war Vera Mowry Roberts. Die Ehe mit Kara Knack hielt 25 Jahre. Mit Judith Roberts war er von 1962 bis 1971 verheiratet. Seine letzte Ehefrau war Eleanor Criswell-Hanna. Der Schauspieler engagierte sich gesellschaftlich; er setzte sich auch für die Gleichberechtigung von Afroamerikanern ein und nahm an den Selma-nach-Montgomery-Märschen teil. Pernell Roberts starb im Januar 2010 im Alter von 81 Jahren an einem Bauchspeicheldrüsentumor.

## Filmografie (Auswahl)
- 1957, 1967: Rauchende Colts (Gunsmoke, Fernsehserie, Folgen 3x12, 13x11)
- 1958: In Colorado ist der Teufel los (The Sheepman)
- 1958: Begierde unter Ulmen (Desire Under the Elms)
- 1959: Auf eigene Faust (Ride Lonesome)
- 1959: 77 Sunset Strip (Fernsehserie, Folge 1x28)
- 1959–1965: Bonanza (Fernsehserie, 199 Folgen)
- 1960: Kein Fall für FBI (The Detectives, Fernsehserie, Folge 1x16)
- 1966–1971: Die Leute von der Shiloh Ranch (The Virginian, Fernsehserie, Folgen 5x13, 9x23)
- 1967–1973: Kobra, übernehmen Sie (Misson Impossible) (Fernsehserie, 4 Folgen)
- 1967: Verrückter wilder Westen (The Wild Wild West, Fernsehserie, Folge 3x02)
- 1967/1968: Big Valley (The Big Valley, Fernsehserie, Folgen 2x30, 4x04)
- 1968: Four Rode Out
- 1968, 1975: Der Chef (Ironside, Fernsehserie, Folgen 1x18, 8x17)
- 1969, 1971: The Name of the Game (Fernsehserie, Folgen 2x05, 3x22)
- 1970: Flugalarm in San Francisco (San Francisco International)
- 1971: Hawaii Fünf-Null (Hawaii Five-O, Fernsehserie, Folgen 3x23, 3x24)
- 1971: Alias Smith und Jones (Alias Smith and Jones, Fernsehserie, Folgen 1x03, 2x15)
- 1973: Mannix (Fernsehserie, Folge 7x04)
- 1974: Männerwirtschaft (The Odd Couple, Fernsehserie, Folge 5x06)
- 1975: Turm des Schreckens (The Deadly Tower)
- 1976: Der Sechs-Millionen-Dollar-Mann (The Six Million Dollar Man, Fernsehserie, Folge 3x16)
- 1977: Die Zwei mit dem Dreh (Switch, Fernsehserie, Folge 2x16)
- 1977: Barnaby Jones (Fernsehserie, Folge 5x13)
- 1977: Make-up und Pistolen (Police Woman, Fernsehserie, Folge 3x23)
- 1977: Die Straßen von San Francisco (The Streets of San Francisco, Fernsehserie, Folge 5x21)
- 1977, 1978: Quincy (Quincy M.E., Fernsehserie, Folgen 2x04, 4x04)
- 1978: Unsere Lassie (The Magic of Lassie)
- 1978: Colorado Saga (Centennial, Fernsehserie, Folgen 1x04–1x05)
- 1978: Detektiv Rockford – Anruf genügt (The Rockford Files, Folge 4x22)
- 1978–1980: Vegas (Vega$, Fernsehserie, 3 Folgen)
- 1979–1986: Trapper John, M.D. (Fernsehserie, 151 Folgen)
- 1980: Love Boat (The Love Boat, Fernsehserie, Folgen 4x05, 4x06)
- 1983: Hotel (Fernsehserie, Pilotfolge)
- 1987: Desperado
- 1988: Das Geheimnis der unsichtbaren Stadt (The Night Train to Kathmandu, Fernsehfilm)
- 1989: In 80 Tagen um die Welt (Around The World In 80 Days, Fernsehserie, 3 Folgen)
- 1990: Genetic Killers (Donor, Fernsehfilm)
- 1990: The Young Riders (Fernsehserie, Folge 2x08)
- 1991: Thunder Race
- 1994, 1997: Diagnose: Mord (Diagnosis: Murder, Fernsehserie, Folgen 2x09, 4x17)